# Бризантність
Бриза́нтність — здатність вибухових речовин (ВР) під час вибуху подрібнювати та пробивати середовища, прилеглі до заряду ВР. Бризантність обумовлена ударною дією продуктів детонації. Проявляється лише при безпосередній близькості до заряду, на відстані, яка не перевищує 2,0—2,5 радіуса заряду (тому вона має назву «місцева дія вибуху»).
Бризантна дія являє собою тільки частку роботи вибуху і обумовлена головною частиною імпульсу вибуху — роботою продуктів детонації при падінні їхнього тиску у відносно вузькому інтервалі. Бризантна дія і бризантність зростають із підвищенням густини ВР і швидкістю детонації. 
Відносна бризантність оцінюється за величиною обтискання свинцевих стовпців під дією вибуху певної навіски ВР, що випробовується (проба Геса).

## Проба Геса
Заряд масою 50 г у порошкоподібному стані розміщують у циліндричний паперовий патрон діаметром 40 мм і доводять його щільність до 1 г/см3 з одночасним утворенням гнізда під електродетонатор. На патрон кладуть картонний кружечок з отвором у центрі для встановлення електродетонатора. Патрон встановлюють на сталеву пластину, яка укладається на два свинцевих стовпці висотою 30 мм і діаметром 40 мм кожний.
Після встановлення патрона і кріплення усієї системи на масивній плиті проводять підривання, в результаті якого свинцеві стовпці деформуються. Величиною обтискання (зменшенням висоти свинцевих стовпців), що виражається у мм, і визначається бризантність ВР.

## Бризантність деяких вибухових речовин
| Азид свинцю | Тротил | Пікринова кислота | ТГА     | Гексоген | Морська суміш | Гримуча ртуть | Тетрил | ТЕН | Октоген |
| ----------- | ------ | ----------------- | ------- | -------- | ------------- | ------------- | ------ | --- | ------- |
| 13,8 — 15   | 16     | 18                | 17 — 20 | 16 — 24  | 18 — 22       | 17,9 — 23,4   | 22     | 24  | 24      |